# Flozell Adams
Flozell Adams (født 18. maj 1975 i Chicago, Illinois, USA) er en tidligere amerikansk football-spiller, der spillede som offensive tackle. Han spillede i 13 sæsoner i NFL, heraf langt størstedelen hos Dallas Cowboys.
Adams er hele fem gange, i 2003, 2004, 2006, 2007 og 2008, blevet udtaget til NFL's All-Star kamp, Pro Bowl.

## Klubber
- 1998-2009: Dallas Cowboys
- 2010: Pittsburgh Steelers